# 840

840(팔백사십)은 839보다 크고 841보다 작은 자연수다.

## 수학
- 합성수로, 그 약수는 총 32개다. (1, 2, 3, 4, 5, 6, 7, 8, 10, 12, 14, 15, 20, 21, 24, 28, 30, 35, 40, 42, 56, 60, 70, 84, 105, 120, 140, 168, 210, 280, 420, 840)
  - 약수가 32개인 가장 작은 자연수다.
  - 840의 진약수의 합은 2040이므로, 840은 과잉수다.
- 8 이하의 모든 자연수의 최소 공배수다.
- 15번째 고도 합성수다. 앞의 고도 합성수는 720, 다음은 1260이다.
- {\displaystyle 840=21\times 40=28\times 30}
  - 연속하는 두 팔각수인 21과 40의 곱으로 나타낼 수 있으며, 이 성질을 지닌 앞의 수는 168, 다음 수는 2600이다.
  - 연속하는 두 짝수인 28과 30의 곱으로 나타낼 수 있으며, 이 성질을 지닌 앞의 수는 728, 다음 수는 960이다.
- {\displaystyle 840=4\times 5\times 6\times 7}
  - 연속하는 네 자연수의 곱으로 나타낼 수 있으며, 이 성질을 지닌 앞의 수는 360, 다음 수는 1680이다.
- {\displaystyle 840=10^{2}+16^{2}+22^{2}}
  - 공차가 6인 세 자연수의 제곱합으로 나타낼 수 있는 수다. 이 성질을 지닌 앞의 수는 747, 다음 수는 939다.
- {\displaystyle 840=29^{2}-1}

## 과학
- NGC 840(영어판): 고래자리 방향에 있는 막대나선은하.

## 교통
- 고속도로
  - 유럽 고속도로 840호선: 이탈리아 사사리에서 치비타베키아까지 이어지는 유럽 고속도로.
- 기타 도로
  - 840번 지방도: 전라남도 광양시 광양읍 목성리에서 곡성군 입면 창정리까지 이어지는 대한민국의 지방도.
  - 840번 홋카이도도(일본어판)

## 문화유산
- 대한민국의 보물 제840호: 신법 지평일구

## 기타
- 연도: 840년, 기원전 840년
- 840년대
- 한국십진분류법에서 영미 문학에 관한 책들이 분류되는 번호.